# Uromyces penniseti
Uromyces penniseti ist eine Ständerpilzart aus der Ordnung der Rostpilze (Pucciniales). Der Pilz ist ein Endoparasit des Süßgrases Pennisetum lanatum. Symptome des Befalls durch die Art sind Rostflecken und Pusteln auf den Blattoberflächen der Wirtspflanzen. Sie ist ein Endemit Pakistans.

## Merkmale

### Makroskopische Merkmale
Uromyces penniseti ist mit bloßem Auge nur anhand der auf der Oberfläche des Wirtes hervortretenden Sporenlager zu erkennen. Sie wachsen in Nestern, die als gelbliche bis braune Flecken und Pusteln auf den Blattoberflächen erscheinen.

### Mikroskopische Merkmale
Das Myzel von Uromyces penniseti wächst wie bei allen Uromyces-Arten interzellulär und bildet Saugfäden, die in das Speichergewebe des Wirtes wachsen. Aecien oder Spermogonien der Art sind nicht bekannt. Die zimtbraunen Uredien des Pilzes wachsen unterseitig auf den Wirtsblättern. Seine goldenen bis hell zimtbraunen Uredosporen sind 25–30 × 19–22 µm groß, meist eiförmig bis ellipsoid und stachelwarzig. Die blattunterseitig wachsenden Telien der Art sind schwarzbraun, kompakt und offenliegend. Die klar kastanienbraunen Teliosporen sind einzellig, in der Regel eiförmig bis ellipsoid und 25–32 × 17–24 µm groß. Ihre Stiele sind bräunlich und bis zu 90 µm lang.

## Verbreitung
Das bekannte Verbreitungsgebiet von Uromyces penniseti umfasst lediglich Pakistan.

## Ökologie
Die Wirtspflanze von Uromyces penniseti ist Pennisetum lanatum. Der Pilz ernährt sich von den im Speichergewebe der Pflanzen vorhandenen Nährstoffen, seine Sporenlager brechen später durch die Blattoberfläche und setzen Sporen frei. Die Art verfügt über einen Entwicklungszyklus, von dem bislang lediglich Telien und Uredien sowie deren Wirt bekannt sind; Spermogonien und Aecien konnten dem Pilz nicht zugeordnet werden.